# Stade Rodez Aveyron
Ne doit pas être confondu avec le Rodez Rugby, club créé en 2019.
Pour les articles homonymes, voir Stade ruthénois.
Maillots
Le Stade Rodez Aveyron, auparavant connu sous le nom de Stade ruthénois, est un club français de rugby à XV basé à Rodez. Fondé en 1902, il atteint notamment dans son histoire les seizièmes de finale du championnat de France 1976-1977.
Le Stade ruthénois a aussi remporté deux fois le championnat de France de deuxième division en 1970 et 1976.
Le club disparaît après la saison 2018-2019, après avoir fait l'objet d'une liquidation judiciaire.

## Historique

### Origines et débuts
Difficile de dater la première rencontre de rugby jouée à Rodez par une équipe représentant le Chef-Lieu. Au début du XXe siècle, à Rodez comme à Millau et à Villefranche-de-Rouergue, le rugby paraît être le fait, essentiellement, des scolaires. On considère néanmoins, que la création du Stade ruthénois remonte au 19 octobre 1902 sous l’impulsion de Félix Lumet. Ses prestations ne sont pas restées dans les annales. Il faudra attendre 1912 et un match contre le Stade toulousain, champion de France en titre, pour que le club débute enfin une véritable activité et présente un minimum d’intérêt aux yeux des ruthénois. La Première Guerre mondiale a semble-t-il obligé les quelques clubs aveyronnais constitués à se mettre en sommeil. Seul ou presque, le Stade ruthénois aurait maintenu une certaine activité avec des jeunes dont l'âge ne permettait pas la mobilisation. C’est ainsi que « plusieurs centaines de jeunes », dit-on, se rassemblaient le jeudi après-midi sur la terre battue du foirail. Le renouveau du Stade ruthénois intervient en 1919, grâce à des soldats d’origine basque stationnés dans les casernes du 122e régiment d'infanterie. Et en 1921, le club qui rejoint le Stade ruthénois omnisports, prend son véritable envol. L'histoire retient l’influence déterminante de Messieurs Drulhe, Tournier et Bories. Très vite, le rugby va exercer une hégémonie sur le stade ruthénois omnisports.

### Période faste entre 1933 et 1939
Le club se singularise, en Aveyron, par le fait de ne pas disposer d'aire de jeu. Il faut en quelque sorte une « OPA » du président Adrien Drulhe, en 1922, sur la grande pelouse des Haras national de Rodez et surtout le soutien inconditionnel des parlementaires Augé et Raynaldy pour qu'il puisse utiliser un terrain. Mais avant que le Stade ruthénois obtienne définitivement la jouissance de cet enclos des haras où est bâti depuis le stade Paul-Lignon, près de 15 ans s'écoulent. La vente officielle de la parcelle par les haras à la Ville intervient en octobre 1937. Entretemps, les compétitions ont commencé à se structurer. Très discret au cours de la saison 1921-1922, le Stade ruthénois finit premier de sa poule, dans le comité Auvergne, l’année suivante, mais tombe rapidement en phases finales du championnat de France.
La période la plus faste des débuts du club du chef-lieu intervient entre 1933 et 1939. Sous l’impulsion de Garric et Fontarbat, arrivés du Stade français, le Stade ruthénois dispute la finale du championnat de France Promotion 1933-1934. Battu, il n’en poursuit pas moins son parcours en division Honneur, la saison suivante, avec brio, éliminé en quart de finale du championnat de France. Après la libération, le XV ruthénois, privé de terrain du fait de l’aménagement en cours du stade Paul-Lignon, joue sur une pelouse dans la zone artisanale de Cantarane. Peu importe le terrain, il décroche son billet pour le championnat Honneur. Quelques aller-retour plus tard, il a la possibilité, en 1962, d’accéder en 3e division mais échoue de justesse.

### Marcel Dax et Jean Fabre, hommes providentiels

#### Rodez en honneur régionale
Le club est bien installé dans la ville, mais souffre de ne pas gravir assez rapidement les échelons.
En 1960, il est battu par l'US Vizille lors du match décisif.
Il faut alors attendre l’année 1963 pour que le Stade ruthénois prenne véritablement son envol vers les divisions nationales.

#### Montée en troisième puis en deuxième division
Le club est demi-finaliste en honneur lors de la saison 1963-1964, le club reste trois saisons en troisième division et monte d’un autre échelon. Marcel Dax, alors entraîneur du Stade toulousain, tombe en disgrâce sur les bords de la Garonne. Au même moment, Jean Fabre, capitaine charismatique des rouges et noirs et de l'équipe de France, qui sent poindre le crépuscule de sa carrière de joueur, se voit bien revenir une ou deux saisons sur ses terres. Il convainc alors son mentor de l’accompagner. En trois ans, les deux hommes reconstruisent une équipe en s’appuyant sur de jeunes joueurs et hissent le Stade ruthénois, toujours « empêtré » en Honneur, en troisième division puis en deuxième division.
Rodez manque de justesse la montée en première division en 1968, battu 3-0 lors du match de la montée par Mimizan.

#### Champion de France de deuxième division (1970)
Marcel Dax et Jean Fabre conduiront ensuite leurs hommes jusqu’au titre de champion de France de deuxième division et à l’accession à la première division grâce notamment à la régularité de son buteur Michel Couly.
Le club reste 3 ans dans l'élite avant de redescendre en 1973. La première division étant séparée entre deux groupes de 32 clubs chacun, Rodez est ainsi relégué au troisième niveau hiérarchique du rugby français malgré l'arrivée de l'ancien international Marcel Puget.

#### Champion de France de deuxième division 1976
À la fin de la saison 1975-1976, le Stade ruthénois décroche son second titre de champion de France de deuxième division et s’ouvre les portes du championnat de France groupe B. Au terme d’une saison exceptionnelle, il accède, en qualité de 1er de poule, au prestigieux groupe A et dispute même un 16e de finale du championnat de France face au FC Lourdes. Le club est rétrogradé en groupe B dès sa première saison dans l'élite avec une victoire pour treize défaites puis en deuxième division en 1982, malgré le recrutement d'un entraîneur chevronné Claude Labatut, ancien du Stade toulousain. Le Stade ruthénois remonte en 1983 et reste en groupe B.
En 1986, il termine deuxième de sa poule derrière Saint-Gaudens mais est ensuite éliminé par l'US Cognac en huitième de finale.
Jean-Philippe Rey quitte alors le club pour l'AS Montferrand.
Après une saison en milieu de tableau en 1988, Rodez qui compte alors des joueurs de talent comme Cyril Savy ou Gilbert Pagès termine ensuite en tête de sa poule de Championnat en 1989 (éliminé en quart de finale par Pau 31-12 après prolongations) et en 1990 (éliminé en quart de finale par Périgueux 12-6)

#### Remontée en groupe A
Il retrouve le groupe A la saison suivante en 1991 via une phase de brassage puis se maintient ensuite ayant réussi à devancer Montauban et Bergerac.
La saison 1992 est plus difficile pour Rodez qui termine dernier de sa poule et est relégué en groupe B après un match de pré barrage perdu contre le Stade aurillacois 21-12.
Bien que comptant encore des joueurs comme l'international ivoirien Ismaila Lassissi, il ne parvient pas à remonter et reste à ce niveau jusqu’en 1999, année où il est relégué en Nationale 2, l'ancêtre de la Fédérale 2.

### La descente

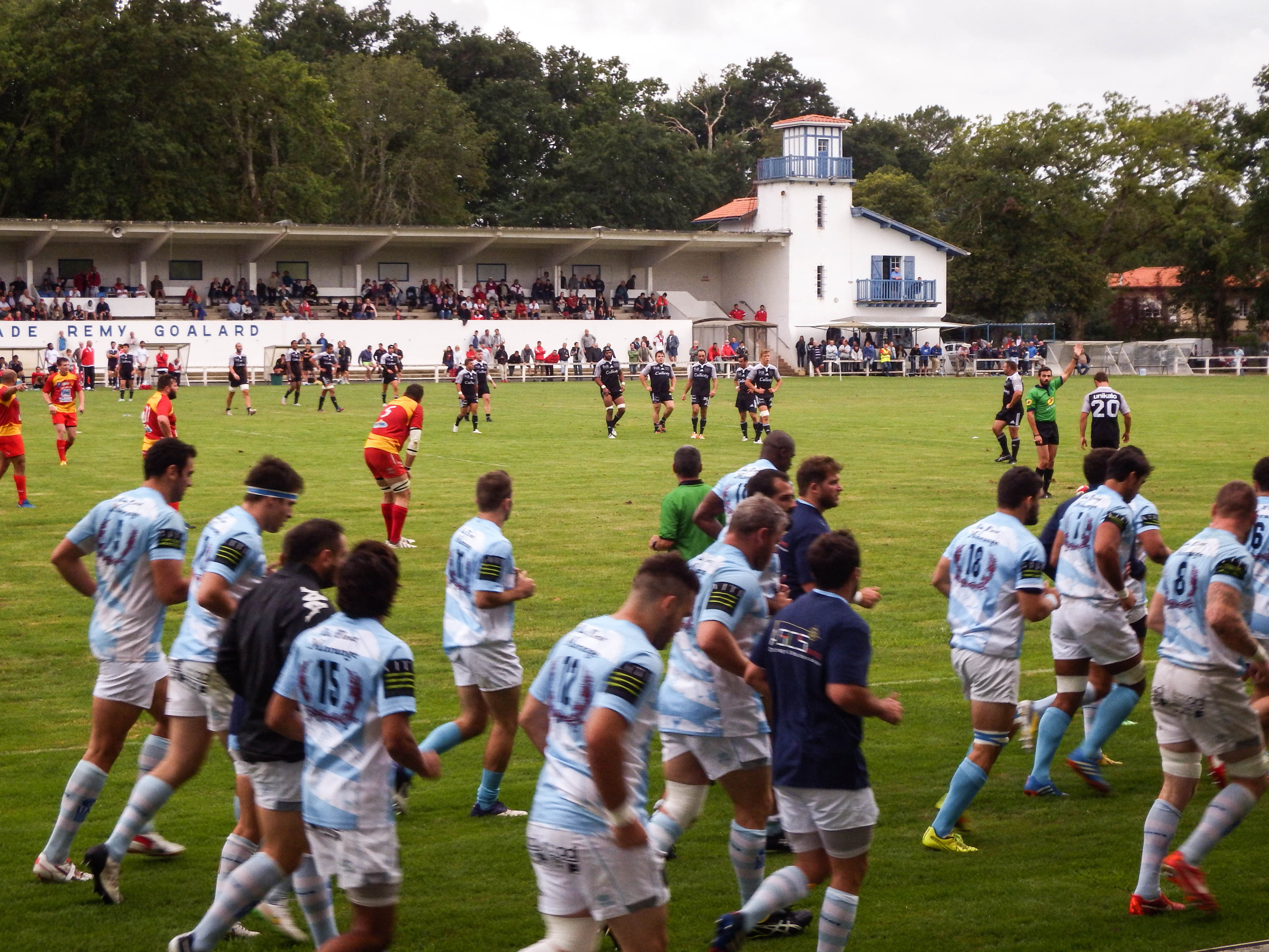
Le Stade Rodez, ici au second plan en rouge et jaune lors d'un match amical, évolue en Fédérale 1 en 2015-2016.

La chute, au cours des années qui suivent, est vertigineuse. Tombé jusqu’en Fédérale 3, le club, rebaptisé entretemps Stade Rodez Aveyron (SRA), s'appuie sur plusieurs générations de joueurs formés au club pour reprendre sa marche en avant. Ces deux dernières années, l’équipe, renforcée avec quelques éléments expérimentés, est passée du 96e au 6e rang national en Fédérale 2 et a manqué à deux reprises la marche pour la Fédérale 1 d'un point. Après une superbe saison 2012 le SRA accède à la Fédérale 1 pour la saison 2012-2013.

### 2019: disparition du club
Rétrogradé administrativement en Fédérale 3 au terme de la saison 2018-2019, le Stade Rodez Aveyron fait finalement l'objet d'une liquidation judiciaire le 1er juillet 2019.
Pour pallier l'absence d'un club de rugby dans la ville de Rodez, un nouveau club est créé, le Rodez Rugby, dont les statuts sont déposés et officialisés respectivement les 12 et 20 juillet ; le siège social est officiellement déclaré à Onet-le-Château.

## Personnalités du club

### Anciens joueurs
- Pierre Soulages
- Jean Fabre ancien joueur de l'équipe de l'Équipe de France (8 sélections)
- Michel Couly[3]
- Henri Cristol
- Michel Prepelica
- Marcel Puget ancien joueur de l'équipe de l'équipe de France (17 sélections)
- John Welch
- Jean-Philippe Rey
- Gilbert Pagès ancien joueur de l'équipe de France A'
- Cyril Savy
- Claude Larroque ancien joueur de l'équipe de France B
- Toussaint Djehi ancien joueur de l'équipe de Côte d'Ivoire
- Edouard Angoran ancien joueur de l'équipe de Côte d'Ivoire
- Ismaila Lassissi ancien joueur de l'équipe de Côte d'Ivoire (8 sélections)
- Sébastien Galtier ancien joueur de l'équipe de France universitaire
- Jérôme Durand ancien joueur de l'équipe de France amateur
- Silvère Tian ancien joueur de l'équipe de Côte d'Ivoire (11 sélections)
- George Tsiklauri ancien joueur de l'équipe de Géorgie (2 sélections)
- Jérôme Accorsi
- Stéphane Borel
- Faycal Boukanoucha ancien joueur de l’équipe du Maroc
- Sébastien Pagès
- Adrien Prat-Marty ancien joueur de l'équipe de France des moins de 20 ans
- Franck Maréchal ancien joueur de l'équipe de France des moins de 20 ans
- Davit Kacharava joueur de l'équipe de Géorgie (96 sélections)
- Adrien Falières ancien joueur de l'équipe de France des moins de 20 ans
- Mirko Lozupone ancien joueur de l'équipe de France des moins de 20 ans
- Adriu Delai joueur de l'équipe des Fidji (16 sélections)
- Romain Boscus
- Anthony Poujol
- Sofiane Chellat joueur de l'équipe d'Algérie (4 sélections)
- Ionel Badiu joueur de l'équipe de Roumanie (7 sélections)
- Barry Fa'amausili ancien joueur de l'équipe d'Australie des moins de 20 ans
- Thomas Larrieu ancien joueur de l'équipe de France des moins de 20 ans
- Rudy Rezkallah
- Étienne Quiniou ancien joueur de l'équipe de France des moins de 20 ans
- Jamie Swanson ancien joueur de l'équipe d'Écosse des moins de 20 ans
- Marika Vunibaka
- Anthony Roux
- Nomani Tonga
- Hugo Alonso
- Bittor Aboitiz

### Anciens entraîneurs
- Marcel Dax : 1966-1973 (championnat de France de 2e division 1969-1970)
- Marcel Puget : 1973-1974
- Jean Lalo : 1974-1978 (championnat de France de 2e division 1975-1976, vainqueur du challenge de l'amitié 1975-1976 et seizièmes de finale du championnat de France 1976-1977)
- John Welch 1978-1979
- Michel Mur : 1979-1980
- Michel Mur et Francis Laur : 1980-1981
- Claude Labatut : 1981-1982
- Daniel Vegas : 1982-1983
- Marceau Ambal : 198?-1986
- Yves Causse : 1988-1989
- Michel Mur et Michel Prepelica : 1989-1990 (1/4 de finale championnat de France groupe B et 1/4 de finale challenge de l'espérance)
- Michel Mur et Daniel Vegas : 1990-1991
- André Buonomo : 1991-1992
- Yves Causse, Pierre Clemens et Christophe Recoules : 1992-1993
- Christian Gajan avec Yves Causse (1993-1994) puis comme adjoint Francis Vinel (1994-1996) : 1993-1996
- Francis Vinel et Jacques Barbezange : 1996-1997
- Francis Laur et ses adjoints Jacques Barbezange, Armand Proietti et Philippe Mur : 1997-1998
- Armand Proietti et ses adjoints Jacques Barbezange, Bruno Sastourné et Philippe Mur : 1998-1999
- Patrick Fuchs et Bernard Loquet : 1999-2000
- Bernard Loquet et Yves Causse : 2000-2001
- Yves Causse, Claude Larroque, Philippe Tarrusson et Jérôme Broseta : 2001-2002
- Claude Larroque, Jérôme Broseta et Alain Gaillard (consultant) : 2002-2003
- Claude Larroque et Jérôme Broseta : 2003-2005
- Xavier Garcia et Jean Ortega : 2005-septembre 2005
- Xavier Garcia et Jérôme Broseta : septembre 2005-2006
- Patrick Sansas et Thierry Sanson : 2006-2007
- Armand Proietti et Paul Gonzalez : 2007-2008
- Armand Proietti et Philippe Mur : 2008-2009
- Lionel Viallard et ses adjoints Armand Proietti et Philippe Mur : 2009-04/2012
- Eric Fernandez et ses adjoints Armand Proietti et Philippe Mur : 04/2012-2012 (1/2 finaliste fédérale 2 2011/2012)
- Patrick Furet : 2012-2015[9],[10] et ses adjoints Armand Proietti et Jérôme Broseta (2013-2015)
- Arnaud Vercruysse (entraîneur principal) : 2015-2019
- Jean-François Viars (entraîneur des 3/4) : 2015-2017
- Ruan Lamprecht (entraîneur des 3/4) : 2017-2018
- Alexandre Péclier (entraîneur des 3/4) : 2018-2019

### Présidents
- Jacques Séguret : 1967-1971
- Henry Mas : 1971-1972
- Henry Mas et Docteur Blanc : 1972-1975
- Michel Vesco : 1975-1977
- Roland Bouyssou : 1977-1980
- Michel Dupré : 1981-1982
- Philippe Laüt et Jean Vican : 1988-1989
- Philippe Laüt : 1989-1991
- Patrick Reneault : 1991-1992
- Claude Boissonade : 1992-1995
- Patrick Reneault et Pierre Rivière : 1995-1998
- Patrick Reneault : 1998-2000
- Jacques Gardé et Jacques Derruau : 2000-2001
- Jacques Gardé et André Mazars : 2001-2004
- Philippe Vila et André Mazars : 2004-2005
- Philippe Vila : 2005-2006
- Charles Carnus et Claude Alvernhes : 2006-2007
- Charles Carnus : 2007-2008
- Philippe Laüt : 2008-2012
- Norbert Fabre : 2012-2015
- Jean Paul Barriac : 2015-2019

## Palmarès

### Championnat de France
- Championnat de France de deuxième division :
  - Champion (2) : 1970 et 1976
- Championnat de France de Fédérale 3 :
  - Vice-champion (1) : 1934

### Autres compétitions
- Challenge de l'Essor :
  - Finaliste (1) : 1970
- Challenge de l'Amitié :
  - Vainqueur (1) : 1976

### Compétitions juniors
- Challenge provinces juniors B coupe A :
  - Finaliste (1) : 1993
- Championnat de France Cadets A UFOLEP :
  - Champion (1) : 1997